# توماس آیاسه
توماس آیاسه (انگلیسی: Thomas Ayasse؛ زادهٔ ۱۷ فوریهٔ ۱۹۸۷) بازیکن فوتبال اهل فرانسه است که در پست هافبک بازی می‌کرد.
از باشگاه‌هایی که در آن بازی کرده‌است می‌توان به باشگاه فوتبال نانسی، باشگاه فوتبال لو آور، باشگاه فوتبال کن، باشگاه فوتبال تروا، باشگاه فوتبال استاد رنس، و باشگاه فوتبال تولوز اشاره کرد.